# Gdalyahu Fuchs
Gdalyahu Fuchs (1911-data de falecimento desconhecida)foi um futebolista que jogou pela Seleção da Palestina/Eretz Yisrael nas Eliminatórias da Copa do Mundo FIFA de 1934 e 1938. Na época a seleção da Palestina era formada por árabes e judeus, já que ainda era um país unificado na região da Terra Santa, pois Israel só seria criado em 1948 com a intervenção da ONU. por critérios técnicos, apenas jogadores judeus participaram das eliminatórias.